# Les Uns et les Autres
Les Uns et les Autres is een Franse film uit 1981 geregisseerd door Claude Lelouch. Het is een muzikale film en wordt door velen beschouwd als het beste werk van Lelouch. In sommige landen werd de film gedistribueerd onder de titel Bolero, verwijzend naar het ballet van Maurice Ravel, dat in de film wordt gedanst op een choreografie van Maurice Béjart.

## Achtergrond
De opnamen vonden plaats op originele locaties waaronder Greenwich Village in New York, en Arc de Triomphe du Carrousel, Tuilerieën, Montmartre, Folies Bergère, Arc de Triomphe, Palais de Chaillot, en de Eiffeltoren in Parijs.
De Nederlandse première was op 28 januari 1982. In Nederland was de film een enorm succes, en een grote hit voor het Nederlandse distributie- en produktiebedrijf Concorde Film van Robbert Wijsmuller. Vanaf 1982 was de film meer dan twee jaar lang onafgebroken in de Nederlandse bioscopen te zien, en trok ruim 1 miljoen Nederlandse bezoekers.
In Frankrijk ging de film op 27 mei 1981 in première. Het werd een van de grootste successen van Lelouch met een bezoekersaantal in Frankrijk van 3.234.549.
Les Uns et les Autres won de Grote Prijs voor Techniek op het Filmfestival van Cannes en werd genomineerd voor zes Césars, waaronder die voor beste film en beste filmmuziek.
Voor televisie werd een zesdelige 360 minuten lange versie uitgebracht die later in de jaren jaren tachtig op de Nederlandse televisie te zien was.

## Inhoud
De film volgt vier families met verschillende nationaliteiten (Frans, Duits, Russisch en Amerikaans). Alle vier families hebben een passie voor muziek. De verschillende verhaallijnen kruisen elkaar met hun eigen filmscores.
De grootste gebeurtenis in de film is de Tweede Wereldoorlog, die de verhalen van de vier families bij elkaar brengt en het lot van sommigen bepaalt. Hoewel alle personages fictief zijn, zijn velen gebaseerd op historische artiesten en kunstenaars als Édith Piaf, Josephine Baker, Herbert von Karajan, Glenn Miller, Rudolf Noerejev enz. De Bolero brengt de vier families aan het eind van de film allemaal samen.

## Rolverdeling
| Acteur                                       | Personage                        |
| -------------------------------------------- | -------------------------------- |
| Robert Hossein                               | Simon Meyer, Robert Prat         |
| Nicole Garcia                                | Anne Meyer                       |
| Geraldine Chaplin                            | Suzanne Glenn, Sarah Glenn       |
| James Caan                                   | Jack Glenn, Jason Glenn          |
| Daniel Olbrychski                            | Karl Kremer                      |
| Jean-Claude Bouttier                         | Philippe Rouget                  |
| Jorge Donn                                   | Boris Itovitch, Sergei Itovitch  |
| Rita Poelvoorde                              | Tatiana Itovitch, Nadia Itovitch |
| Macha Méril                                  | Magda Kremer                     |
| Evelyne Bouix                                | Evelyne, Edith                   |
| Francis Huster                               | Francis                          |
| Raymond Pellegrin                            | M. Raymond                       |
| Paul Préboist                                | Ediths grootvader                |
| Jean-Claude Brialy                           | Lido's producer                  |
| Marthe Villalonga                            | Ediths grootmoeder               |
| Fanny Ardant                                 | Véronique                        |
| Jacques Villeret                             | Jacques                          |
| Richard Bohringer                            | Richard                          |
| Nicole Croisille                             | zichzelf                         |
| Ginette Garcin                               | Ginette                          |
| Jean-Pierre Kalfon                           | Antoines vader                   |
| Geneviève Mnich                              | Jeanne, Jacques' moeder          |
| Francis Lai                                  |                                  |
| Barry Primus                                 |                                  |
| Brigitte Roüan (alleen in de director's cut) |                                  |
| Sharon Stone                                 |                                  |